# Шалонкин, Иван Григорьевич
Иван Григорьевич Шалонкин (1899, Новый Кряжим, Саратовская губерния — неизвестно) — советский государственный служащий, председатель Челябинского Исполнительного комитета городского Совета рабочих, крестьянских и красноармейских депутатов (1939).

## Биография

### Ранние годы
Иван Шалонкин родился в 1899 году в селе Новый Кряжим. Начал работать в 1914 году учеником модельщика, затем и модельщиком на заводе имени Колющенко. В 1919 году ушёл добровольцем в Красную Армию и воевал против армии А. В. Колчака до её полного разгрома. 
Затем работал в депо станции Челябинск-Главный. В 1921—1923 годах учился в Омском строительном железнодорожном техникуме. По его окончании вернулся в Челябинск и трудоустроился мастером в железнодорожные мастерские. 

### Работа в Челябинской области
С 1925 года Шалонкин работал на выборных должностях в железнодорожных профсоюзах. В 1929 году он был направлен на строительство Челябинского тракторного завода (ЧТЗ). В тот период он стал первым 
председателем профсоюзной организации завода.
В период 1937—1938 годов возглавлял Челябинский городской Совет рабочих, крестьянских и красноармейских депутатов (РКиКД). 
В 1939 году был избран и до конца года работал председателем Челябинского горисполкома. В 1940 году вернулся на ЧТЗ и стал заместителем начальника строительства по рекреации. 
В 1942 году при создании политотделов и машинно-тракторных станций (МТС) при совхозах Шалонкин был назначен начальником политотдела Верхнеуральской МТС.
С августа 1943 по март 1944 года он работал председателем райисполкома Верхнеуральского района. Сведения об окончании этого периода разноречивы. По одному источнику Шалонкин был с должности председателя райисполкома отозван и назначен заведующим Челябинским горместпромом. По данным же базы «Память народа» Шалонкин был 6 апреля 1944 года призван Верхнеуральским райвоенкоматом в действующую армию с формулировкой «по приговору», будучи осужден по статье 109 УК РСФСР «Злоупотребление властью или служебным положением». На фронт Шалонкин не попал, уже 10 апреля 1944 года он был отправлен в распоряжение отдела кадров Уральского военного округа.
В 1946 году он вновь вернулся на ЧТЗ и занял должность начальника управления вспомогательной службы. В 1949 году назначен директором Челябинской машинно-дорожной станции, но в июле 1950 года был снят с должности «за необеспечение руководства». После этого опять работал на ЧТЗ вплоть до увольнения в 1954 году.
Впоследствии Шалонкин работал в Совете ветеранов Тракторозаводского района Челябинска.

### Смерть
По имеющимся данным Иван Григорьевич Шалонкин последние годы жил в Челябинске и умер после 1977 года.

### Семья
Шалонкин был женат, жена — Евдокия Сергеевна Шалонкина.

## Награды
- Медаль «Ветеран труда» (1977)[11]